# Římskokatolická farnost Růžová
Římskokatolická farnost Růžová (lat. Rosendorfium) je církevní správní jednotka sdružující římské katolíky na území obce Růžová a v jejím okolí. Organizačně spadá do děčínského vikariátu, který je jedním z 10 vikariátů litoměřické diecéze. Centrem farnosti je kostel svatého Petra a Pavla v Růžové.

## Historie farnosti
Jedná se o tzv. starou farnost, kdy datum založení není přesně známo. Matriky byly vedeny od roku 1658. Kanonicky byla řádně nově ustavena v roce 1786. Do roku 1786 spadalo duchovní správou území farnosti Růžová pod farnost Arnoltice.

### Duchovní správcové vedoucí farnost
Začátek působnosti jmenovaného v duchovní správě farnosti od:
- 1787   Franc. Lehmann, † 22. 6. 1812
- 1807   Lazar. Sigmund OFM.Cap., n. 27. 1. 1751 Teplitz, o. 26. 2. 1776, † 25. 4. 1836
- 1837   Ign. Mrazek, n. 13. 7. 1789 Maschav., o. 14. 8. 1814, † 20. 8. 1857
- 1847   Philip. Hikisch, n. 2. 5. 1800 Oberliebich, o. 27. 8. 1825, † 14. 5. 1885
- 1861   par. vacat, admin. interc. Wenc. Richter
- 1862   Jos. Blumentritt, n. 14. 10. 1823 Proboscht, o. 25. 7. 1849, † 20. 10. 1883
- 1885   par. vacat, admin. excurr. Franc. Zuklín
- 1886   Franc. Zuklín, n. 2. 11. 1854 Horažďovic., o. 19. 7. 1879, † 2. 2. 1917
- 1890   Josef Kavka, n. 5. 1. 1857 Ober Ročov, o. 11. 5. 1884, † 22. 3. 1910
- 1895   par. vacat, admin. interc. Edmund. Tobisch
- 1896   Joann. Dworschak, n. 5. 12. 1863 Deutsch-Bielau, o. 16. 5. 1889, † 16. 8. 1920
- 1899   par. vacat, admin. interc. Joann. Kuchař
- 1901   Wenc. Stef. Schöbitz, n. 26. 12. 1866 Tischau, o. 24. 5. 1891
- 1905   Petrus Prinz, n. 10. 6. 1865 Köln (G), o. 25. 8. 1895
- 1913   Andreas Böhm, n. 18. 1. 1876 Trebendorf., o. 10. 7. 1898, † 22. 12. 1944
- 1918   Johann Lindner, n. 30. 11. 1877 Naab (Bav.), o. 14. 7. 1912, † 10. 5. 1938
- 1939   par. vacat, admin. interc. Robert Franze
- 1. 4. 1940   Robert Franze, n. 13. 11. 1910 Nixdorf, o. 16. 6. 1935, † 19. 6. 2003
- 22. 4. 1941  par. in vincula (farář byl vězněn v koncentračním táboře Dachau)
- 1. 5.   1941  par. vacat, admin. Ferd. Židek
- 1. 8.  1941   par. vacat, admin. August. Griessel
- 1. 9.  1941   par. vacat, admin. Ferd. Židek
- 8. 10. 1941   par. vacat, admin. Carol. Vollmer[3]
- 5. 6.  1942 Robert Franze,[4] n. 13. 11. 1910 Nixdorf, o. 16. 6. 1935, † 19. 6. 2003
- 16. 8. 1946   Vojtěch Bartoš SJ
- 1. 12. 1951   Karel Kvítek
- 20. 6. 1952   Anton Danišovič OFM
- 15. 2. 1978   Benno Rössler, admin. exc. z Děčína
- 1. 2.  1990   Pavel Jančík
- 1. 10. 1994   Pavel Procházka
- 1. 4.   2000  Karel Jordán Červený
- 1. 10. 2001  Bohuslav Bártek, admin. exc. z Benešova nad Ploučnicí
- 1. 5.  2002   Stanislav Bečička
- 1. 9.  2004    Rudolf Repka
- 1. 9. 2005     Milan Matfiak
- 1. 10. 2005    František Segeťa, admin. exc. in spiritualibus ze Srbské Kamenice
  - 1. 10. 2005 Marcel Hrubý, admin. exc. in materialibus ze Srbské Kamenice
- 1. 9. 2016 Vojtěch Suchý SJ, admin. exc. in spiritualibus z Benešova nad Ploučnicí
- 1. 9. 2018 František Hylmar SJ, admin. exc. in spiritualibus z Benešova nad Ploučnicí
- 1. 9. 2019 Jiří Kovář SJ, admin. exc. in spiritualibus z Benešova nad Ploučnicí
- 1. 7. 2022 Vojtěch Suchý SJ, admin. exc. in spiritualibus z Benešova nad Ploučnicí[3]

Kromě kněží stojících v čele farnosti, působili ve farnosti v průběhu její historie i jiní kněží. Většinou pracovali jako farní vikáři, kaplani, katecheté, výpomocní duchovní aj.

## Území farnosti
Do farnosti náleží území obce:
- Dolský Mlýn (Grundmühle[p 2])
- Kamenická Stráň (Kamnitzleiten[p 2])
- Mezná (Stimmersdorf[p 2])
- Mezní Louka (Rainwiese[p 2])
- Růžová (Rosendorf[p 2])
- Růžovský vrch (Rosenberg[p 2])

## Římskokatolické sakrální stavby na území farnosti
| Fotografie | Stavba                   | Místo  | Bohoslužby                      | Zeměpisné souřadnice             | Status       | Číslo kulturní památky           |        |
| Kostel | Kostel                   | Kostel | Kostel                          | Kostel                           | Kostel       | Kostel                           | Kostel |
| --- | ------------------------ | ------ | ------------------------------- | -------------------------------- | ------------ | -------------------------------- | ------ |
| | Kostel sv. Petra a Pavla | Růžová | bližší informace o bohoslužbách | 50°50′39″ s. š., 14°17′34″ v. d. | farní kostel | 18306/5-3905 (Pk•MIS•Sez•Obr•WD) |        |
| Některé drobné sakrální stavby a pamětihodnosti lze dohledat zde v databázi Drobné sakrální památky Zaniklé sakrální stavby lze dohledat zde v databázi Poškozené a zničené kostely, kaple a synagogy v České republice |                          |        |                                 |                                  |              |                                  |        |

Ve farnosti se mohou nacházet i další drobné sakrální stavby, místa římskokatolického kultu a pamětihodnosti, které neobsahuje tato tabulka.

## Příslušnost k farnímu obvodu
Z důvodu efektivity duchovní správy byl vytvořen farní obvod (kolatura) farnosti Srbská Kamenice, jehož součástí je i farnost Růžová, která je tak spravována excurrendo. Přehled těchto kolatur je v tabulce farních obvodů děčínského vikariátu.

## Galerie

Smírčí kříže ve farnosti Růžová
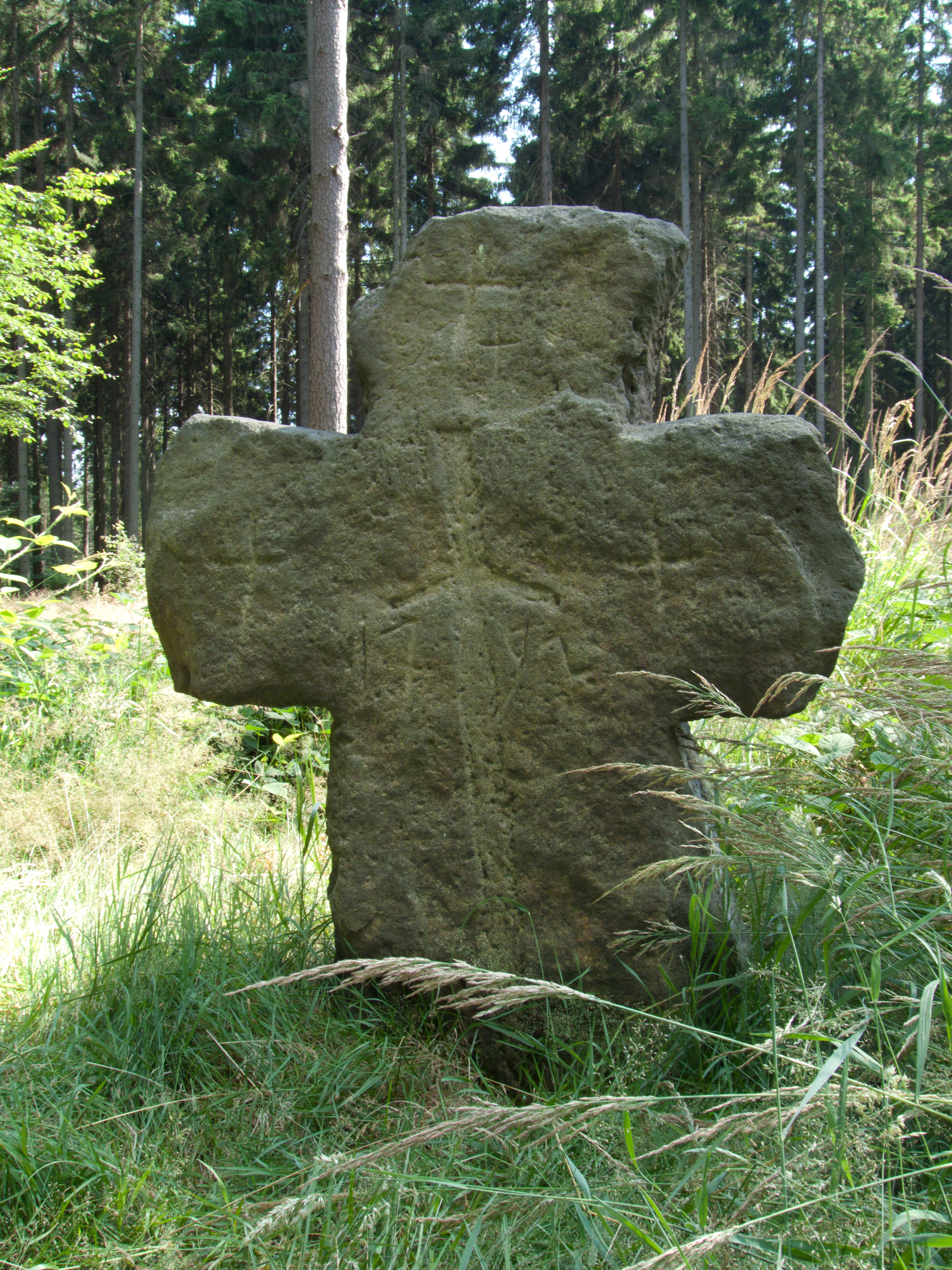
Smírčí tzv. „Riedlův kříž“
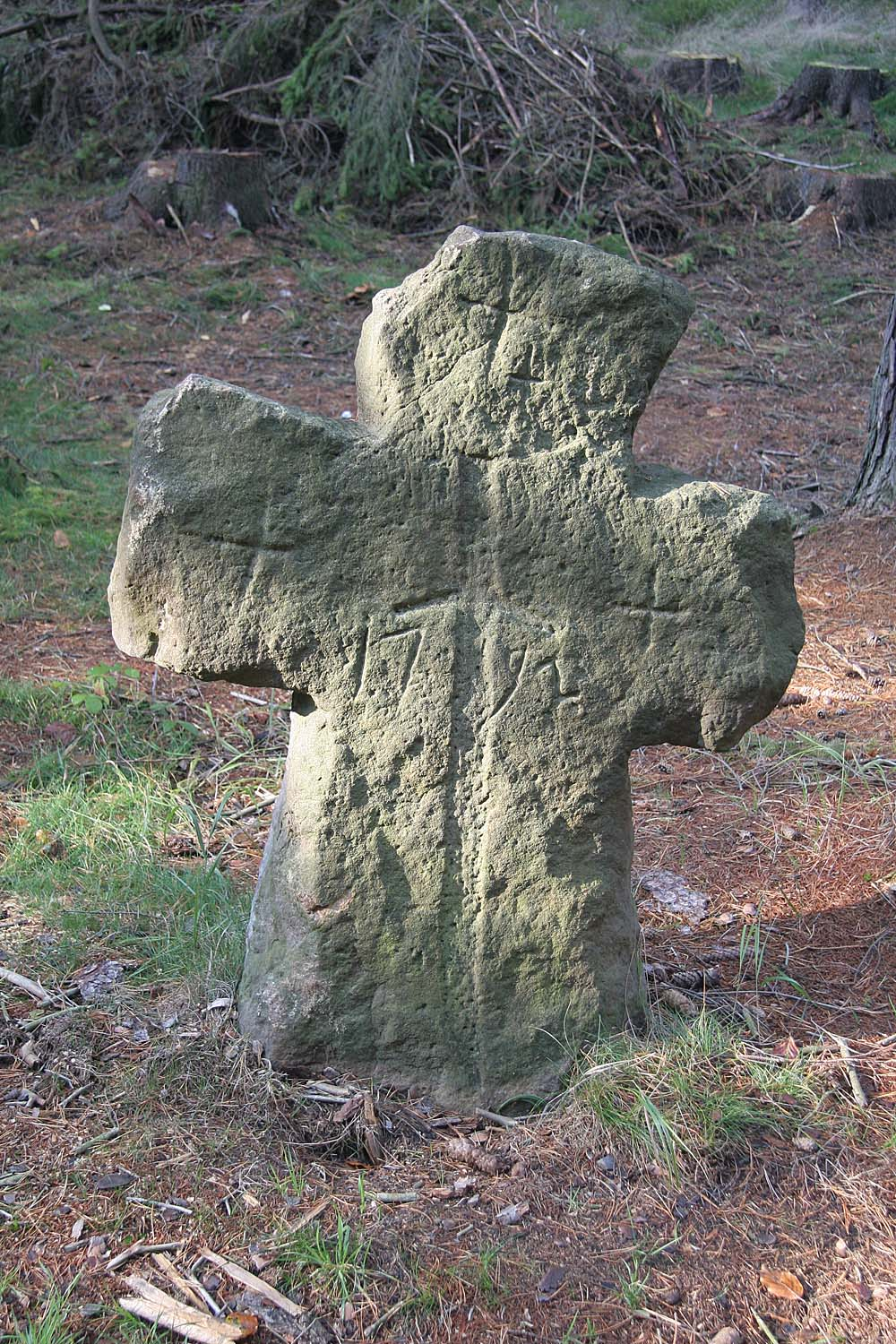
Smírčí kříž z roku 1792 v lese u silnice z Růžové do Nové Olešky